# Заудайська сільська рада
Заудайська сільська́ ра́да — адміністративно-територіальна одиниця та орган місцевого самоврядування в Ічнянському районі Чернігівської області. Адміністративний центр — село Заудайка.

## Загальні відомості
- Територія ради: 44,053 км²
- Населення ради: 763 особи (станом на 2001 рік)

Заудайська сільська рада зареєстрована 1930 року. Стала однією з 27-ти сільських рад Ічнянського району і одна з 19-ти, яка складається більше, ніж з одного населеного пункту.
На території сільради діє Бакаївський навчально-виховний комплекс.

## Населені пункти
Сільській раді були підпорядковані населені пункти:
- с. Заудайка (727 осіб)
- с. Коршаки (36 осіб)

Також раніше Заудайській сільській раді підпорядковувались хутори, які наразі не існують:
- х. Юрченків
- х. Солохнівка

## Склад ради
Рада складалася з 14 депутатів та голови.
- Голова ради: Котко Валерій Васильович

### Керівний склад попередніх скликань
| Прізвище, ім'я, по батькові | Основні відомості                                                               | Дата обрання | Дата звільнення |
| --------------------------- | ------------------------------------------------------------------------------- | ------------ | --------------- |
| Котко Валерій Васильович    | Сільський голова, 1963 року народження, освіта середня спеціальна, безпартійний | 26.03.2006   | 31.10.2010      |
| Котко Валерій Васильович    | Сільський голова, 1963 року народження, освіта середня спеціальна, безпартійний | 31.10.2010   |                 |

Примітка: таблиця складена за даними сайту Верховної Ради України

### Депутати
За результатами місцевих виборів 2010 року депутатами ради стали:

#### За суб'єктами висування
| Суб'єкт висування | Кількість обраних депутатів | %    |
| ----------------- | --------------------------- | ---- |
| Партія регіонів   | 7                           | 50   |
| Народна партія    | 6                           | 42,9 |
| Самовисування     | 1                           | 7,1  |

#### За округами
| № округу        | Прізвище, ім'я, по батькові       | Дата визнання обраним | Освіта  | Партійна приналежність | Відомості про обраного депутата                               |
| --------------- | --------------------------------- | --------------------- | ------- | ---------------------- | ------------------------------------------------------------- |
| Народна Партія  |                                   |                       |         |                        |                                                               |
| 1               | Борщ Надія Григорівна             | 04.11.2010            | вища    | член Народної партії   | Заудайська загальноосвітня школа І-ІІ ст., вчитель            |
| 3               | Солов'я Анатолій Володимирович    | 04.11.2010            | середня | позапартійний          | СТОВ «Інтер», бригадир                                        |
| 4               | Шарий Володимир Павлович          | 04.11.2010            | середня | член Народної партії   | СТОВ «Інтер», технік штучного осіменіння                      |
| 9               | Жадько Микола Михайлович          | 04.11.2010            | середня | член Народної партії   | пенсіонер                                                     |
| 10              | Мізюк Віктор Петрович             | 04.11.2010            | середня | позапартійний          | СТОВ «Інтер», бригадир                                        |
| 12              | Ковбаса Валентина Володимирівна   | 04.11.2010            | середня | позапартійна           | СТОВ «Інтер», майстер по відгодівлі м"яса                     |
| Партія регіонів |                                   |                       |         |                        |                                                               |
| 2               | Борщ Оксана Миколаївна            | 04.11.2010            | вища    | член Партії регіонів   | Заудайська сільська рада, бухгалтер                           |
| 5               | Борщ Людмила Вікторівна           | 04.11.2010            | середня | член Партії регіонів   | Заудайський фельдшерсько-акушерський пункт, молодша медсестра |
| 7               | Котко Валентина Миколаївна        | 04.11.2010            | середня | член Партії регіонів   | ПП «Ковбаса», продавець                                       |
| 8               | Борщ Олена Петрівна               | 04.11.2010            | середня | член Партії регіонів   | СТОВ «Інтер», різнопрацююча                                   |
| 11              | Проха Катерина Михайлівна         | 04.11.2010            | вища    | член Партії регіонів   | Заудайська сільська рада, техпрацівник                        |
| 13              | Борщ Людмила Анатоліївна          | 04.11.2010            | середня | член Партії регіонів   | Заудайський фельдшерсько-акушерський пункт, завідувачка ФАПом |
| 14              | Ковальовська Валентина Миколаївна | 04.11.2010            | середня | член Партії регіонів   | Заудайська сільська рада, секретар                            |
| Самовисування   |                                   |                       |         |                        |                                                               |
| 6               | Борщ Володимир Михайлович         | 15.11.2010            | вища    | позапартійний          | СТОВ «Інтер», водій                                           |